# دهستان شیخ فضل‌الله نوری
شیخ فضل‌الله نوری، دهستانی است به مرکزیت شهر بلده طیبه از توابع بخش بلده شهرستان نور در استان مازندران ایران.
- مرچ، یالرود، ورزن و حطر در تقسیمات کشوری جزو دهستان شیخ فضل‌الله نوری هستند.

## جمعیت
براساس سرشماری سال ۱۳۸۵ جمعیت آن ۲۱۱۴ نفر (۶۶۷ خانوار) بوده‌است.

## روستاها
ورازان، مزيد، يوش، يالرود، چلرود، زرين كمر، بطاهركلا، كام روستا، بردون، كليك‌، سراسب، كمررود‌، دويلات، بل روستا، مرچ، حطر، خجيركلا، سادات محله، ياسل، تاکر، روستای نج، ایوا،